# Flaga Osipowicz
Flaga Osipowicz – symbol heraldyczny miasta Osipowicze i rejonu osipowickiego, wprowadzony ukazem Prezydenta Republiki Białorusi z 3 stycznia 2005 roku Nr 1 o zatwierdzeniu oficjalnych symboli heraldycznych jednostek administracyjno-terytorialnych obwodu mohylewskiego. Ukaz ten określił wzór flagi i warunki jej wykorzystywania. 

## Opis
Flaga Osipowicz przedstawia sobą zielony prostokąt o proporcji boków 1:2, w dolnej części którego położone są trzy pasy: czarny, biały i czarny, poniżej których znajduje się zielony pas o szerokości równej trzem poprzednim. 

## Wykorzystanie
Flaga jest własnością rejonu osipowickiego, a prawo wykorzystywania jej należy do miejscowego rejonowego komitetu wykonawczego. Flaga wywieszana jest na budynkach, w jakich znajdują się siedziby organów administracji lokalnej, a także w salach posiedzeń tych organów i w gabinetach służbowych ich kierowników. Flaga może być także wywieszana w miejscach, w których eksponowana jest białoruska flaga państwowa. W takim przypadku, flaga miejska powinna być wywieszana z prawej strony flagi państwowej (od strony patrzącego). Flaga Osipowicz może być wykorzystywana także w czasie świąt państwowych i innych dni świątecznych oraz uroczystych wydarzeń, a także w innych przypadkach określonych przez miejscowy komitet wykonawczy.